# Абдуррахман аль-Хайдари аль-Гайлани
Абдуррахман аль-Хайдари аль-Гайлани (араб. عبد الرحمن الكيلاني النقيب‎) — иракский государственный деятель. 11 ноября 1920 года вступил в должность первого премьер-министра Ирака, эту должность он занимал до 20 ноября 1922 года.

## Биография
Родился в 1841 году в Ираке (провинции Османской империи). Аль-Гайлани был избран премьер-министром в 1920 году и возглавил иракский Совет министров после распада Османской империи. Он использовал своё влияние, чтобы выступить против назначения Фейсала I королём Ирака. Когда его усилия оказались напрасными он подал в отставку со своего поста. Тем не менее, Фейсал назначил аль-Гайлани премьер-министром для того, чтобы обуздать оппозицию.
В 1922 году Абдуррахман подписал первый англо-иракский договор, который обеспечивал номинальную независимость страны, хотя Великобритания сохраняла контроль над военным ведомством и министерством иностранных дел Ирака. В знак протеста против этих положений договора аль-Гайлани подал в отставку.